# Референдум в Литве (июнь 1992)
Референдум о выводе советских войск был проведён в Литве 14 июня 1992 года. Избирателям предстояло решить надо ли советские войска (которые к моменту проведения референдума стали российскими войсками) немедленно и безоговорочно вывести из страны. В результате за немедленный вывод иностранных войск высказалось почти 70 % всех зарегистрированных избирателей.

## Результаты
| Выбор                               | Голоса    | %     |
| ----------------------------------- | --------- | ----- |
| За                                  | 1 751 026 | 91,67 |
| Против                              | 140 077   | 7,33  |
| Недействительных голосов            | 40 175    | –     |
| Всего                               | 1 931 278 | 100   |
| Зарегистрированных избирателей/Явка | 2 539 433 | 76,05 |
| Источник: Referendumo rezultatai    |           |       |